# 左手投手
《左手投手》，是日本女子團體Pink Lady的第7張單曲。1978年3月25日發行。

## 簡介
反映當時旅日台籍棒球運動員王貞治（讀賣巨人）在1977年9月創下生涯全壘打世界新紀錄（756支），掀起風潮的歌曲。雖然歌詞中沒有直接提及王貞治，但是如「背後號碼1號」、「一本足」等歌詞，都讓人很容易聯想到王貞治。演唱歌曲時表演的效仿王貞治用左手投球的舞蹈動作在當時也盛行一時。
單曲發售後連續9個星期佔據Oricon公信榜冠軍位置。繼《海濱的辛巴達》、《WANTED (通緝)》和《UFO》之後，第四張在Oricon統計銷量過百萬的單曲。Oricon統計總銷量高達146萬張，是Pink Lady銷量第二高的單曲。Victor公佈的總銷量更高達180萬張。是1978年度日本單曲銷量第2位。
總共獲得三週的《The Best Ten》冠軍，在《The Best Ten》年終榜排行第8位。
榮獲第9回日本歌謠大賞的大賞以及放送音樂賞、第4回全日本歌謠音樂祭的最佳舞蹈賞、FNS歌謠祭的優秀歌謠音樂賞等獎項。
和山本琳達的《目標》一起，成為日本高校棒球的定番應援歌。

## 收錄曲目
1. 左手投手（サウスポー）
  - 作詞：阿久悠；作曲、編曲：都倉俊一
2. Accessary（アクセサリー）
  - 作詞：阿久悠；作曲、編曲：都倉俊一